# Drosophila watanabei
Drosophila watanabei este o specie de muște din genul Drosophila, familia Drosophilidae, descrisă de Gupta în anul 1992. Conform Catalogue of Life specia Drosophila watanabei nu are subspecii cunoscute.